# Kolezhuthu
Koleḻuttu, popularmente romanizado como Kolezhuthu (കോലെഴുത്ത്), era un alfabeto silábico de Kerala utilizado para escribir el idioma malabar.
Kolezhuthu se desarrolló a partir de la escritura Vatteluttu en el período posterior a Chera Perumal (c. siglo XII en adelante) en Kerala. Fue utilizado por ciertas comunidades de Kerala (como musulmanes y cristianos) incluso hasta c. Siglo XVIII d. C.
Kolezhuthu probablemente recibe su nombre de un tipo peculiar de lápiz que se utilizaba para escribir. Kol en malabar actual significa un lápiz óptico o un objeto alargado parecido a un palo, y ezhuthu significa "forma escrita".

## Unicode
Aún no agregado a Unicode, aún no hay propuestas.